# Rudno polje
Rudno polje je krško polje u Bosni i Hercegovini.
Nalazi se kod Bosanskog Petrovca u sjeverozapadnoj Bosni i leži na oko 580 metara nadmorske visine. Površina mu iznosi 8,8 km2. Veći dio polja se koristi za ispašu stoke, a manji za uzgoj žitarica i povrća. Polje je pretežno suho